# Hilding Melin
Sten Hilding Melin, född 22 april 1899 i Skara, död 4 augusti 1994 i Djursholm, var en svensk bankman.
Hilding Melin var son till läroverksadjunkten Carl Theodor Melin och bror till Hilmer Melin. Han avlade studentexamen i Skara 1917 och blev reservofficer i fortifikationen 1919. Melin ägnade sig åt nationalekonomiska studier och blev diplomerad från Handelshögskolan i Stockholm 1921. Efter två års anställning vid Stockholms Inteckningsaktiebolag reste han till USA, där han fortsatte sina ekonomiska studier. Han erhöll graden Master of Science i New York 1924 och var anställd vid affärsbanken Guarantee Trust Company där 1924–1925. År 1925 återvände Melin till Sverige, tjänstgjorde 1925–1928 på nytt vid Inteckningsaktiebolaget samt var 1928–1932 anställd vid Svenska handelsbanken. Melin utnämndes 1932 till byråinspektör vid Bank- och fondinspektionen, där han befordrades till förste byråinspektör för fondärenden 1936 och för bankärenden 1940. Melin var 1943–1946 börsdirektör för Stockholms fondbörs och var från 1946 direktör i Svenska handelsbanken. Han är begravd på Djursholms begravningsplats.